# Maripanus quadrimaculatus
Maripanus quadrimaculatus là một loài bọ cánh cứng trong họ Cerambycidae.